# 月形半平太 花の巻・嵐の巻
『月形半平太 花の巻・嵐の巻』（つきがたはんぺいた はなのまき・あらしのまき）は、1956年（昭和31年）10月17日公開の日本映画である。大映製作・配給。監督は衣笠貞之助、主演は長谷川一夫。カラー、スタンダード、109分。
行友李風が新国劇の座付き作者として書いた同名戯曲の通算15回目の映画化で、衣笠にとっては1925年（大正14年）版以来2度目の映画化となる。大映東西撮影所の人気スターを配し、豪華絢爛な大作時代劇となった。配収は1億8543万円で、1956年度の邦画配収ランキング第8位となった。

## スタッフ
- 監督：衣笠貞之助
- 製作：永田雅一
- 企画：浅井昭三郎
- 原作：行友李風
- 脚本：衣笠貞之助、犬塚稔
- 撮影：杉山公平、牧田行正
- 音楽：斎藤一郎
- 美術：西岡善信
- 照明：岡本健一
- 録音：大角正夫
- 編集：西田重雄
- 時代考証：吉川観方
- 剣道指導：大野熊雄

## キャスト
- 月形半平太：長谷川一夫
- 梅松：山本富士子
- 早瀬辰馬：市川雷蔵
- 萩乃：京マチ子
- 勝股新兵衛：菅原謙二
- 染八：木暮実千代
- あい：三益愛子
- 宇津木周作：勝新太郎
- 間宮哲之介：林成年
- 間宮ゆり：小野道子
- 富菊：三田登喜子
- 美津代：矢島ひろ子
- 岡崎幸蔵：黒川弥太郎
- 跡部三吉：川口浩
- 歌菊：中村玉緒
- 岡田新平：夏目俊二
- 文葉：八潮悠子
- 赤松大次郎：高松英郎
- 間宮玄斎：大河内傳次郎
- 桂小五郎：山村聰
- 姉小路公知：千田是也
- 藤岡九十郎：山形勲
- 山脇主馬：石黒達也
- お鹿：入江たか子
- 奥平文之進：田崎潤（新東宝）
- 原伊予守：荒木忍
- 鞍方三右衛門：十朱久雄
- 文吉：沢村宗之助（東宝）
- 山内八十九：伊沢一郎
- 東馬：羅門光三郎
- 簗瀬一蔵：寺島貢
- 高条万壽吉：杉山昌三九
- 鵜飼：千葉登四男
- 増見：尾上栄五郎
- 森田寛義：水原浩一
- 千葉音蔵：南條新太郎
- 荘司東助：南部彰三
- 深沢甚平：光岡竜三郎
- 間宮加壽江：滝花久子
- 越後屋傳助：葛木香一
- 浜野十五郎：細川俊夫
- 蔦屋五兵衛：上田寛
- 塔山：天野一郎
- 翁屋吉右衛門：浅尾奥山
- お徳：松浦築枝（東映）
- 与兵衛：水野浩（東宝）
- 行村：舟木洋一
- 藤助：石原須磨男
- 大友：原聖四郎
- 春枝：大美輝子
- 松千代：浜世津子
- お美代：橘公子
- 樋口：伊達三郎
- 弥平：葉山富之輔
- 西脇：横山文彦
- 佐々間：藤川準
- 神崎：玉置一恵
- 藤堂：堀北幸夫
- 鈴川：菊野昌代士
- お富：小柳圭子
- お常：小林加奈枝